# Netraganj
Netraganj – gaun wikas samiti w środkowej części Nepalu  w strefie Dźanakpur w dystrykcie Sarlahi. Według nepalskiego spisu powszechnego z 2001 roku liczył on 1494 gospodarstw domowych i 8040 mieszkańców (3981 kobiet i 4059 mężczyzn).